# Microregione di Agreste Potiguar
Agreste Potiguar è una microregione dello Stato del Rio Grande do Norte in Brasile, appartenente alla mesoregione di Agreste Potiguar.

## Comuni
Comprende 22 comuni:
- Boa Saúde
- Bom Jesus
- Brejinho
- Ielmo Marinho
- Jundiá
- Lagoa d'Anta
- Lagoa de Pedras
- Lagoa Salgada
- Monte Alegre
- Nova Cruz
- Passa e Fica
- Passagem
- Riachuelo
- Santa Maria
- Santo Antônio
- São Paulo do Potengi
- São Pedro
- Senador Elói de Souza
- Serra Caiada
- Serrinha
- Várzea
- Vera Cruz